# Cybianthus glomerulatus
Cybianthus glomerulatus är en viveväxtart som först beskrevs av A.C. Smith, och fick sitt nu gällande namn av G. Agostini. Cybianthus glomerulatus ingår i släktet Cybianthus, och familjen viveväxter. Inga underarter finns listade i Catalogue of Life.